# Битва при Германштадте
Битва при Германштадте (битва при Сибиу) — сражение, произошедшее в 1442 году, между венгерской и османской армиями в районе городов Маросшентимбре (ныне - Сантимбру) и Германштадт (ныне - Сибиу). Венгерскими войсками командовал Янош Хуньяди. Германштадт был третьей победой Хуньяди над османами после освобождения Смедерево в 1437 году и поражения от Исхак-бея между Семендрией и Белградом в 1441 году.

## Предыстория
Венгерское королевство в XIV веке находилось в конфликте с Османской империей. Людовик I Великий в Болгарии регулярно атаковал турок, но валашские воеводы не поддержали венгров.
В битве при Никополе османская армия разгромила венгерско-европейских крестоносцев и их союзников-валахов. В 1438 году османские мародеры напали на Трансильванию, откуда в 1437 году османы были изгнаны восстанием Антала Надя. В течение 45 дней османы без препятствий и помех атаковали земли трансильванских саксов и венгерские деревни и города.
В 1441 году в Венгрии к власти пришел Янош Хуньяди. Он напал на османов в Сербии и в битве при Смедерево разбил войска бейлербея Исхак-бея. Султан Мурад II пожелал отомстить и дал задание Язид-бею в Трансильвании выступить против Хуньяди.
Армия Язида насчитывала 17 000 человек. К нему присоединился Шехаббедин, бейлербей Румелии. Его силы примерно в четыре раза увеличили армию Язида, но многие из солдат не были регулярными войсками, хотя было и некоторое количество янычар и сипахов.
Силы Хуньяди состояли из венгерских и трансильванских сил с некоторыми польскими и валашскими солдатами. Командиром отряда авангарда был епископ Дьёрдь Лепес, поднявший в 1437 году на бунт трансильванских крестьян. В войсках Хуньяди насчитывалось около 10 000 человек.

## Битва
18 марта силы Лепеса (2000 человек) столкнулись с солдатами Язид-бея недалеко от Сантимбру. Османы были более многочисленны, и Хуньяди был вынужден отступить, но Язид не преследовал его. Лепес был взят в плен и обезглавлен по приказу Язид-бея.
Армия Хуньяди перегруппировалась около Германштадта. Симон Камоньяи обменял броню на доспехи Хуньяди, чтобы турки приняли его за главнокомандующего венгров. Камоньяи должен был возглавить лобовую атаку, а Хуньяди обошел армию османов с тыла. Каноньяи был убит в бою, однако Хуньяди с венгерской тяжелой кавалерией разгромил смешавшиеся ряды турок. Язид был убит, а Шехаббедин бежал с остальными османами. Хуньяди смог выкупить голову Лепеса в обмен на голову Язид-бея.

## Последствия
В сражении было убито 3-4 000 венгерских и 20 000 османских солдат. Из мести Шехаббедин вскоре снова вступил в Трансильванию. В битве у Железных ворот, недалеко от Дуная, он был разбит.